# Julie London
Julie London, właśc. Gayle Peck (ur. 26 września 1926 w Santa Rosa, zm. 18 października 2000 w Encino) – amerykańska piosenkarka i aktorka. Największe triumfy święciła w latach 50. XX wieku.

## Życiorys
Rodzice Julie byli artystami występującymi w wodewilu. W 1945 ukończyła Hollywood Professional School, a dwa lata później poślubiła Jacka Webba. Z tego małżeństwa pochodzą dwie córki, jednak para rozstała się w latach 50. W 1955 London rozpoczęła karierę wokalną. Album Julie Is Her Name dotarł do 2. miejsca listy sprzedaży w Stanach Zjednoczonych, a piosenka Cry Me a River stała się wielkim przebojem. London została trzykrotnie uznana za wokalistkę roku przez tygodnik „Billboard” (1955, 1956 i 1957). Zagrała w filmie Człowiek z Zachodu u boku Gary'ego Coopera. Nagrała ponad 30 albumów, a jej kariera aktorska trwała niemal 40 lat. Jej drugim mężem był Bobby Troup, autor m.in. Route 66 i The Girl Can't Help It. W 1995 London doznała udaru i już nie wróciła do zdrowia. Zmarła w 2000.

## Dyskografia
- 1955: Bethlehem's Girlfriends
- 1955: Julie Is Her Name
- 1956: Lonely Girl
- 1956: Calendar Girl
- 1957: About the Blues
- 1957: Make Love to Me
- 1958: Julie
- 1958: Julie Is Her Name, Volume II
- 1958: London by Night
- 1959: Swing Me an Old Song
- 1959: Your Number Please
- 1960: Julie... At Home
- 1960: Around Midnight
- 1961: Send for Me
- 1961: Whatever Julie Wants
- 1962: The Best of Julie London
- 1962: Sophisticated Lady
- 1962: Love Letters
- 1962: Love on the Rocks
- 1963: Latin in a Satin Mood
- 1963: Julie's Golden Greats
- 1963: The End of the World
- 1963: The Wonderful World of Julie London
- 1964: Julie London
- 1964: In Person at the Americana
- 1965: Our Fair Lady
- 1965: Feeling Good
- 1965: By Myself
- 1965: All Through the Night: Julie London Sings the Choicest of Cole Porter
- 1966: For the Night People
- 1967: Nice Girls Don't Stay for Breakfast
- 1967: With Body & Soul
- 1968: Easy Does It
- 1969: Yummy, Yummy, Yummy
- 1975: The Very Best Of Julie London

## Wybrana filmografia
- 1958: Człowiek z Zachodu